# Burschenschaft Teutonia zu Kiel
Die Burschenschaft Teutonia zu Kiel ist eine 1817 gegründete schlagende und farbentragende Studentenverbindung an der Christian-Albrechts-Universität zu Kiel im Süddeutschen Kartell (SK). Ihre Mitglieder, die Kieler „Teuten“, gehören zur ältesten Burschenschaft Kiels, die zugleich auch Landesburschenschaft ist und als einzige Verbindung zusätzlich die Farben der Kieler Universität violett-weiß tragen darf.

## Geschichte

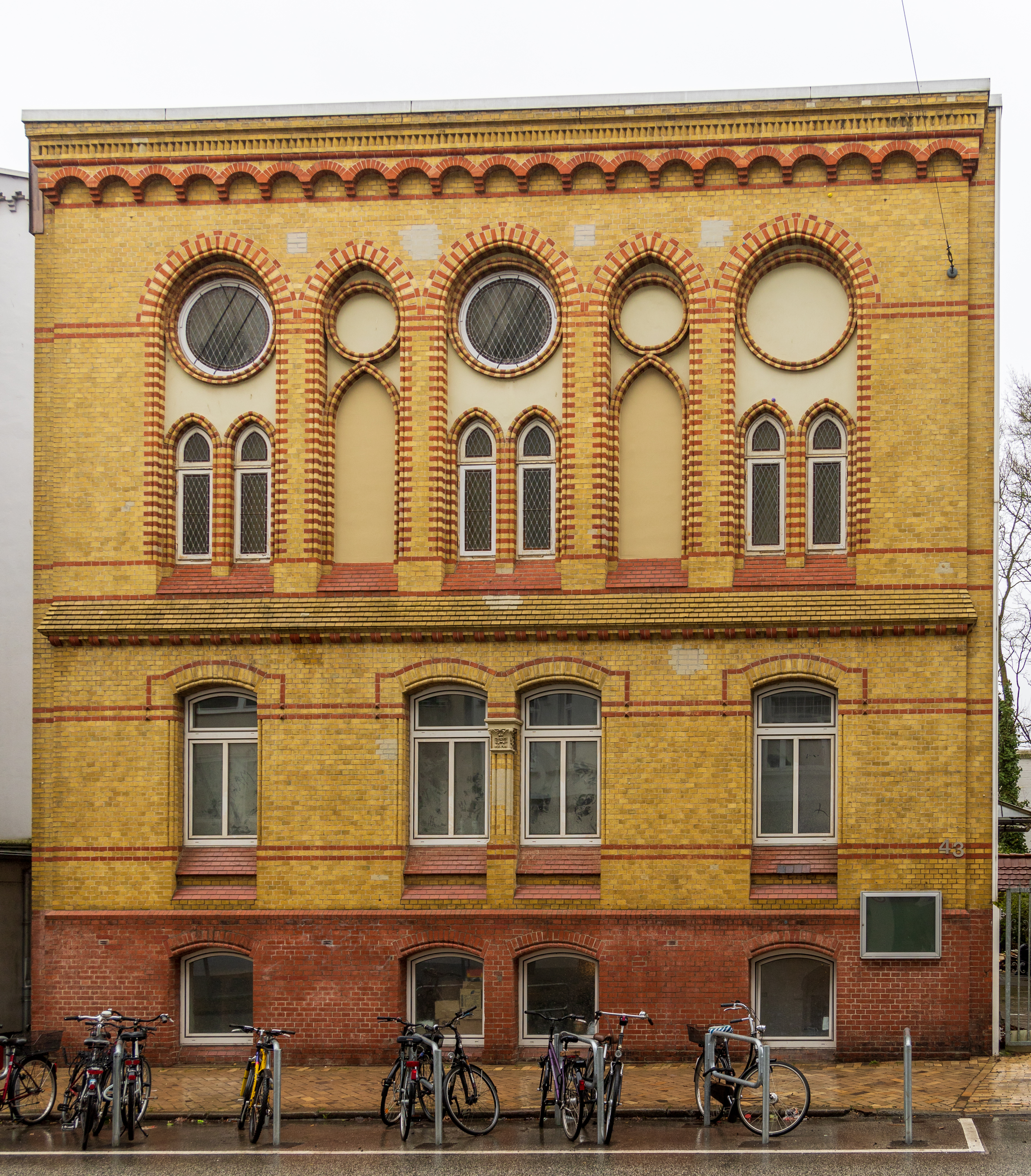
Ehemaliges Korporationshaus in der Waitzstraße

Am 6. November 1817 gründeten die 25 Kieler Teilnehmer am Wartburgfest eine Burschenschaft nach jenaischem Vorbild. Ende des Jahres 1821 zerfiel diese in eine liberale, demokratische Richtung, die am 13./14. Dezember 1821 als Burschenschaft Germania neugegründet wurde, und eine landsmannschaftliche Richtung. Nach den Repressionen im Anschluss an das Hambacher Fest erfolgte eine weitere Neugründung unter dem Namen Albertina (1836), die 1843 schließlich in Kieler Burschenschaft umbenannt wurde, sich aber im Rahmen der Schleswig-Holsteinischen Erhebung (1848–50) auflöste. Am 14. November 1855 wurde die Kieler Studentenverbindung Teutonia gestiftet. Im Mai 1863 erfolgte der Eintritt in das 1861 gegründete Süddeutsche Kartell. 1891 bezog die Teutonia ihr eigenes Korporationshaus in der Waitzstraße 43, das sie jedoch im Ersten Weltkrieg aufgeben musste (heute Synagoge Waitzstraße).

Die Teutonia als Mitglied der Deutschen Burschenschaft (1915)

Im Nationalsozialismus musste die Teutonia wie alle Studentenverbindungen ihren aktiven Betrieb einstellen. Der Altherrenverband der Teutonia fungierte in der Folge als Altherrenschaft der Kameradschaft Nordschleswig des NS-Studentenbundes, der sich bis 1942 auch die Kartellburschenschaft Teutonia Jena anschloss. Die Kameradschaft Nordschleswig war aus der Stammmannschaft des Kieler NSDStB hervorgegangen und galt als weltanschaulich gefestigt, nahm allerdings im Laufe ihres Bestehens wieder korporative Form an und sah sich in der Tradition der vormaligen Kieler Teutonia. Mehrere Kameraden wurden nach dem Krieg in den Altherrenverband der Teutonia aufgenommen.

## Mitglieder
- Wilhelm Beseler (1806–1884), Politiker, Mitglied der Frankfurter Nationalversammlung
- Georg Beseler (1809–1888), Jurist, Politiker, Mitglied der Frankfurter Nationalversammlung, MdHH
- August Daniel von Binzer (1793–1868), Dichter und Journalist
- Hans Friedrich Blunck (1888–1961), Journalist und Schriftsteller, Präsident der Reichsschrifttumskammer
- Johannes Wilhelm Boysen (1834–1870), Lehrer und Autor (Ehrenmitglied)
- Heinrich Bunke (1914–2001), Arzt
- Wilhelm Casper (1902–1999), Militärverwalter
- Rudolph Dohrn (1836–1915), Gynäkologe
- Anton Edzardi (1849–1882), Germanist
- Julius Engel (1842–1926), Hamburger Richter und Bürgerschaftspräsident
- Friedrich von Esmarch (1823–1908), Mediziner und Begründer des zivilen Samariterwesens in Deutschland
- Peter Feddersen (1800–1869), Bürgermeister von Roskilde
- Hans Fliege (1890–1976), Zahnarzt, Hochschullehrer und NSDAP-Funktionär
- Friedrich Harms (1819–1880), Schriftsteller
- George Julius Christian Harms (1834–1914), Reichsgerichtsrat
- Alexander Herrmann (1900–1981), HNO-Arzt, Hochschullehrer, Ehrenmitglied der griechischen, spanischen und ungarischen oto-laryngologischen Gesellschaften
- Volker Hingst (* 1948), Hygieniker, Präsident der Landesgesundheitsämter von  Baden-Württemberg und Bayern
- Emil Hölck (1835–1916), Landwirt und Mitglied des Provinziallandtages von Schleswig-Holstein (1856 ausgetreten)
- Christian Jensen (1839–1900), Theologe und Missionar
- Wilhelm Jensen (1837–1911), Lyriker und Schriftsteller
- Timm Kröger (1844–1918), Rechtsanwalt und Schriftsteller
- Julius Langbehn (1851–1907), Schriftsteller, Kulturkritiker und Anreger der Heimatkunst
- Johannes Leonhart (1865–1937), Arzt und Reichstagsabgeordneter
- Uwe Jens Lornsen (1793–1838), Jurist und Beamter der dänischen Regierung
- Karl Marbach (1909–nach 1974), Verwaltungsjurist, Präsident des Landesrechnungshofs Schleswig-Holstein
- Wilhelm Mensinga (1836–1910), Arzt, Wegbereiter der Geburtenkontrolle
- Andreas Ludwig Jacob Michelsen (1801–1881), Historiker, Erster Vorstand des Germanischen Museums in Nürnberg (1863), Abgeordneter der Deutschen Nationalversammlung
- Theodor Mommsen (1817–1903), Historiker und Nobelpreisträger Literatur (1902)
- Karl Viktor Müllenhoff (1818–1884), Mediävist
- Karl Wilhelm Nitzsch (1818–1880), Geschichtswissenschaftler
- Justus Olshausen (1800–1882), Orientalist
- Theodor Olshausen (1802–1869), Politiker und Publizist
- Hermann Petersen (1844–1917), Schwarzburg-Sondershäusischer Staatsminister
- Hugo Planck (1846–1922), Senatspräsident am Reichsgericht
- Albert Plehn (1861–1935), Tropenmediziner
- Franz Christoph Reimers (1818–1905), Mitglied des Preußischen Abgeordnetenhauses, Bürgermeister von Flensburg und Schleswig, Geheimer Justizrat
- Alfred Richter (1890–1959), Schriftsteller
- Christian Wilhelm Gustav Rosenhagen (1817–1870), Mitglied der Schleswig-Holsteinischen Landesversammlung
- Justus Rubehn (1904–1997), Jurist, Kreishauptmann und Regierungsdirektor (1959 ausgetreten)
- Eduard Sachau (1845–1930), Orientalist
- Karl Friedrich Lucian Samwer (1819–1882), Staatsrechtler
- Johann Georg Max Schmidt (1840–1925), Abgeordneter des Provinziallandtags von Schleswig-Holstein
- Lorenz von Stein (1815–1890), Staatsrechtler, Soziologe und Nationalökonom
- Henning von Storch (1934–2018), Landrat, Mitglied des Landtages Mecklenburg-Vorpommern (CDU)
- Christoph von Tiedemann (1836–1907), MdHdA, MdR
- Erich Topp (1914–2005), Konteradmiral, Chef des Führungsstabes der Marine und stv. Inspekteur der Marine
- Christian August Valentiner (1798–1864), lutherischer Theologe
- Christian August Volquardsen (1840–1917), Althistoriker
- Christian Adolf Wallichs (1831–1922), Pädagoge und Mitglied des deutschen Reichstags
- Emil von Wolff (1818–1896), Agrikulturchemiker und Hochschullehrer

### Allgemeine Literatur
- Hans-Georg Balder: Die Deutsche(n) Burschenschaft(en) – Ihre Darstellung in Einzelchroniken. Hilden 2005, S. 251.
- Michael Doeberl, Alfred Bienengräber (Hrsg.): Das akademische Deutschland, Bd. 2: Die deutschen Hochschulen und ihre akademischen Bürger. C. A. Weller, Berlin 1931. S. 889–890.
- Das Teutonenhaus zu Kiel. In: Burschenschaftliche Blätter. 6. Jahrgang 1891, S. 83.

### Mitgliederverzeichnis
- Willy Nolte (Hrsg.): Burschenschafter-Stammrolle. Verzeichnis der Mitglieder der Deutschen Burschenschaft nach dem Stande vom Sommer-Semester 1934. Berlin 1934. S. 1061.